# Campaign for Better Transport (Reino Unido)
Campaign for Better Transport (también CBT, anteriormente Transport 2000) es un grupo de defensa del Reino Unido que promueve mejores servicios ferroviarios y de autobús y de políticas de apoyo y con un menos gasto en la construcción de carreteras. Reúne la opinión de una amplia gama de organizaciones, incluyendo grupos de conservación y de ambiente, grupos comunitarios y sindicatos, y funciona como Campaign for Better Transport Ltd, del cual Michael Palin es el presidente, y Campaign for Better Transport Charitable Trust (una organización benéfica registrada) de la cual Jenny Agutter, Steve Norris y Tracey Marchioness de Worcester son los clientes. Stephen Joseph es el director Ejecutivo.